# Рудник Абетіна
Рудник Абетіна (Abetina) – колишня дрібна копальня у італійському регіоні Тоскана, дещо більш ніж за шість десятків кілометрів на південний схід від Сієни.
Копальня Абетіна відносилась до гірничодобувного регіону вулкану Монте-Аміата, відомого своїми копальнями ртутної руди (набільшими з них були Аббадія-Сан-Сальваторе та Сієле). Є відомості, що якість роботи в районі Абетіна почались ще наприкінці 19 століття та тривали з перервами до 1965 року. З 1919-го вела видобуток копальня, яка протягом кількох десятків років належала компаніям зі сфери впливу братів Фельтринеллі – спершу Fratelli Feltrinelli, з 1925-го Societe Anonime Ricerche Minerarie Argus, а з 1928-го Societe Anonime Minerarie Argus. У 1949-му власником стала компанія AulettaArmenise, яка вела роботи на розташованому поруч руднику Сольфорате.
Видобуток вели підземним способом (зокрема, відомо про існування шахтного стовбуру «Альфредо»), а руда з 1925 по 1964 роки проходила переробку на належному до копальні власному плавильному заводі. В якийсь момент підземні виробітки рудників Абетіна та Сольфорате виявились сполученими між собою.
Є відомості, що станом на кінець 1940-х рудник Абетіна виплавляв біля 15 тонн ртуті на місяць.